# Phelipara philippinensis
Phelipara philippinensis là một loài bọ cánh cứng trong họ Cerambycidae.